# Adolf Wändahl
Gustaf Adolf Wändahl (i riksdagen kallad Wändahl i Ålsta), född 5 augusti 1845 i Eksjö stadsförsamling, Jönköpings län, död 11 juli 1904 i Kungsholms församling, Stockholms stad (folkbokförd i Östersunds församling, Jämtlands län), var en svensk apotekare och riksdagsman.
Wändahl var ledamot av riksdagens andra kammare 1887B–1890, invald i Medelpads västra domsagas valkrets i Västernorrlands län.